# Woburn Abbey
Woburn Abbey (Woburna), ein ehemaliges Kloster der Zisterzienser, ist ein Adelssitz (bis heute im Besitz des Duke of Bedford) rund 1,5 km südöstlich von Woburn in Bedfordshire in England.

## Geschichte
Das Kloster wurde 1145 von Hugh de Bolebec als Tochterkloster von Fountains Abbey gestiftet und gehörte damit der Filiation von Clairvaux an. Von Woburn Abbey ging 1204 die Tochtergründung Medmenham Abbey aus. Jedoch geriet das Kloster in der Folgezeit in finanzielle Schwierigkeiten, errang jedoch um 1280 seinen Wohlstand wieder. Im Valor Ecclesiasticus von 1535 wurde das Jahreseinkommen auf 391 Pfund veranschlagt. Unter König Heinrich VIII. erfolgte 1538 die zwangsweise Enteignung und Auflösung des Klosters, bei der der letzte Abt Robert Hobbes und zwei Mönche hingerichtet wurden. Anschließend erhielt John Russell, 1. Baron Russell, der spätere 1. Earl of Bedford, die Klostergebäude und -Länderreien. Das Schloss ist bis heute Sitz von dessen Nachfahren, die seit 1694 den Titel Duke of Bedford führen, und beherbergt den Woburn Safari Park. Es ist Mitglied des Konsortiums Treasure Houses of England.

## Bauten und Anlage

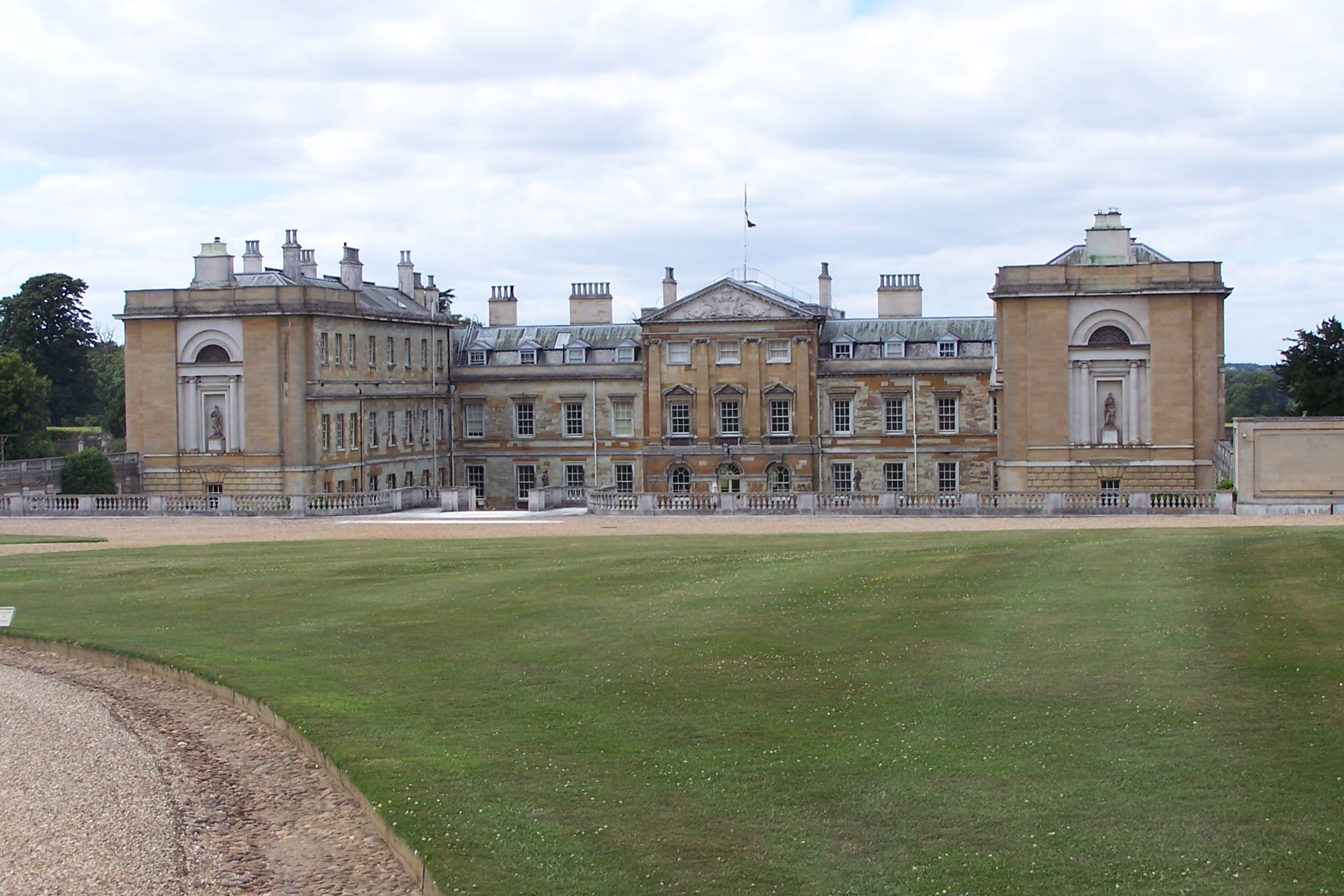
Woburn Abbey von Osten

Von den Klostergebäuden ist nichts erhalten. Auf dem Klostergelände steht das von Francis Russell, 4. Earl of Bedford, errichtete Schloss, dessen Nordflügel um 1630 auf dem Nordflügel der Klosteranlage errichtet wurde. Der Westflügel wurde unter John Russell, 4. Duke of Bedford, zwischen 1747 und 1761 von Henry Flitcroft erbaut und der Südflügel unter Francis Russell, 5. Duke of Bedford, zwischen 1787 und 1790 von Henry Holland. Der ebenfalls von Holland erbaute Ostflügel wurde auf Grund seines baulichen Zustands um 1950 abgebrochen. Die Klausur des Klosters dürfte um den heutigen Schlosshof gelegen haben.

## Persönlichkeiten
- Francis Russell, 5. Duke of Bedford (1765–1802), Adliger und Politiker